# Ilse Made kilde
Ilse Made kilde er en helligkilde på stranden ved Vesterløkken, ca. midt på Samsøs vestkyst. Kilden vælder frem i en ca. 3.000 år gammel brønd af egetræ fra bronzealderen. Den blev tidligere opgivet, men genfundet engang i 1200-tallet.[kilde mangler] Oprindelig har brønden sandsynligvis været et stykke inde i landet, men som kysten og landskabet på Samsø har forandret sig, ligger den i dag i strandkanten. Den er indrammet af en udhulet træstamme, og selv om kildens overflade er i niveau med havet, fører den helt ferskt vand.
En kulstof 14-datering har vist, at egetræsstammen, der indrammer kilden, stammer helt tilbage fra 940 f.Kr. - det vil sige den yngre bronzealder
Der er flere sagn om kilden, som især på Valborgsaften skulle have helbredende kraft.